# Danilowka (Wolgograd)
Danilowka (russisch Дани́ловка) ist eine Siedlung städtischen Typs in der Oblast Wolgograd in Russland mit 5317 Einwohnern (Stand 14. Oktober 2010).

## Geographie
Der Ort liegt etwa 180 km Luftlinie nördlich des Oblastverwaltungszentrums Wolgograd am rechten Ufer des linken Don-Nebenflusses Medwediza.
Danilowka ist Verwaltungszentrum des Rajons Danilowski sowie Sitz und einzige Ortschaft der Stadtgemeinde (gorodskoje posselenije) Rabotschi possjolok Danilowka.

## Geschichte
Als Gründungsjahr des Ortes gilt 1747, als die Kaiserin Elisabeth dem Ataman der Donkosaken Danila Jefremow die Ländereien „in ewigen Besitz“ übereignete. In Folge entstand dort eine nach dem Vornamen des Atamans benannte Sloboda, die bis ins 20. Jahrhundert als Sitz einer Wolost zum Ust-Medwedizki okrug der Oblast des Don-Heeres gehörte.
Am 23. Juni 1928 wurde Danilowka Verwaltungssitz eines neu geschaffenen, nach ihm benannten Rajons. 1970 erhielt der Ort den Status einer Siedlung städtischen Typs.

### Bevölkerungsentwicklung
| Jahr | Einwohner |
| ---- | --------- |
| 1897 | 4776      |
| 1939 | 4036      |
| 1959 | 3090      |
| 1970 | 3753      |
| 1979 | 4549      |
| 1989 | 5518      |
| 2002 | 5943      |
| 2010 | 5317      |

Anmerkung: Volkszählungsdaten

## Verkehr
Durch Danilowka verläuft die Regionalstraße 18K-10, die nördlich von Michailowka an der 18K-5 beginnt und in östlicher Richtung weiter zur 18A-1 in Richtung Petrow Wal führt. Nach Norden zweigt die 18K-29 ins benachbarte Rajonzentrum Rudnja ab, nach Südwesten zunächst entlang dem linken Medwediza-Ufer die 18K-8 nach Frolowo.
Im 60 km entfernten Rudnaja an der Strecke Tambow – Balaschow – Kamyschin und in Michailowka etwa 70 km südwestlich an der Strecke (Moskau –) Grjasi – Wolgograd befinden sich die nächstgelegenen Bahnstationen.